# شهرستان تیومنسکی
شهرستان تیومنسکی (به لاتین: Tyumensky District) یک شهرستان در روسیه است که در استان تیومن واقع شده‌است.